# El palacio ideal (película de 2018)
El palacio ideal (en francés: L'incroyable histoire du facteur Cheval) es una película biográfica francesa de 2018 coescrita y dirigida por Nils Tavernier. Narra la vida del cartero Ferdinand Cheval, quien diseñó y produjo a principios del siglo XX una escultura monumental llamada el Palacio ideal y que todavía hoy es visible en el pequeño pueblo francés de Hauterives (Drôme).

## Sinopsis
El cartero Cheval (llamado Joseph en la película), hombre sencillo y taciturno, queda viudo muy pronto. La tuberculosis ha acabado con su esposa Rose y, como consecuencia, su hijo Cyrille, de unos 7 años, es conducido con su cuñada. Corre el año 1867 y el cartero va a conocer a Philomène, una joven viuda que vive en una granja cercana y con la que acabará casándose. Cheval se mantiene distante y soñador, pero su esposa lo quiere tal como es. En 1879, de su unión nació una hija llamada Alice, que llenará su hogar de alegría y cariño. Mientras tanto, durante una de sus rondas, el cartero tropieza con una piedra. Intrigado por los motivos de su caída, Cheval vuelve al lugar del accidente y desentierra una gran piedra. Al encontrar su forma curiosa, decide llevársela a casa. A partir de entonces nació en su mente un proyecto increíble: construir un enorme palacio hecho con piedras y con argamasa que dedicará a su hija. Cada tarde, al llegar a casa, recoge los guijarros que ha ido acumulando y comienza a construir el palacio de sus sueños.
Poco después, Cyrille, que había completado con éxito su formación como sastre en París, visita a la familia y conoce a su hermana pequeña. De pronto, un día en 1894, el cartero se cae de un andamio y se ve postrado en cama. Entonces descubre que su hija está gravemente enferma. La muerte de Alice provocará un vacío enorme en su existencia. Poco después, Cyrille decide instalarse en el pueblo de Hauterives con su mujer y sus hijas Eugénie y Alice, devolviendo así al cartero un poco de alegría.

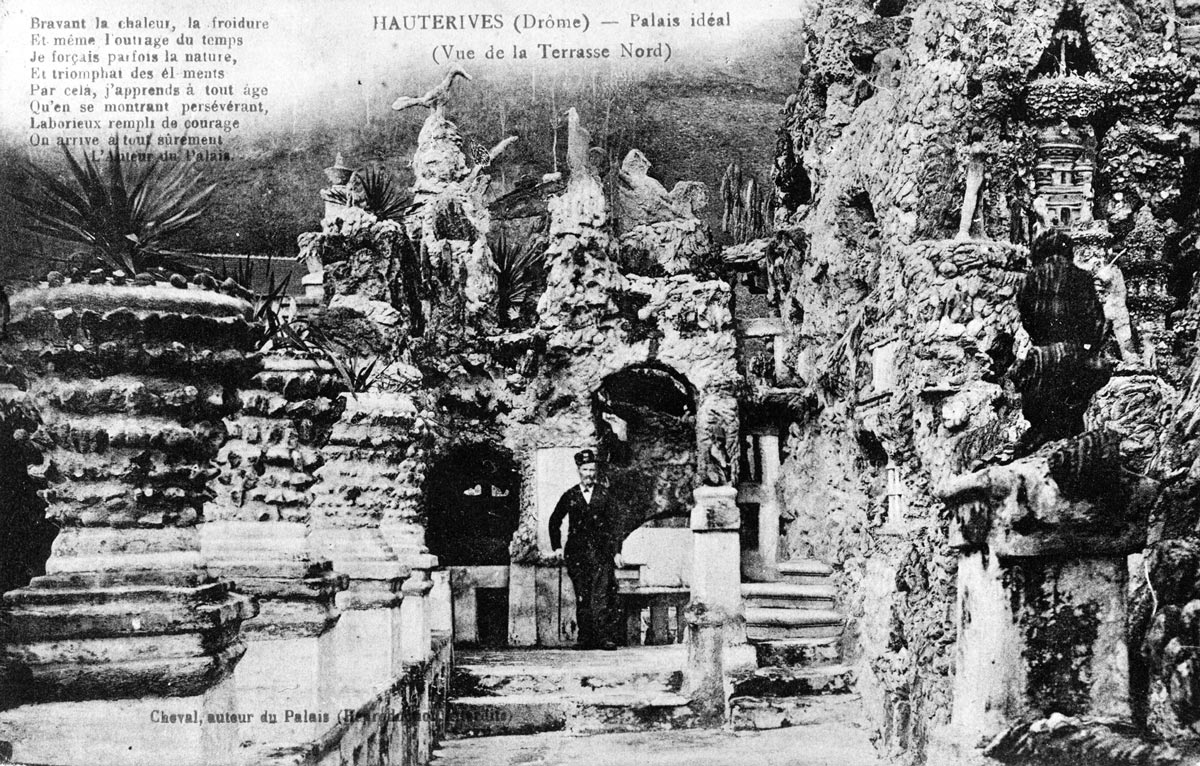
Postal que representa al cartero Cheval en su palacio.

Con el tiempo, el palacio se hace famoso. Llega primero un periodista de Romans-sur-Isère interesándose por él; más tarde es un fotógrafo el que lo inmortalizará. Cuando el palacio está casi terminado, la desgracia vuelve a caer sobre Cheval. Primero, su hijo Cyrille, luego su esposa Philomène, encuentran la muerte. Muy enfermo y recluido en un sillón, el cartero asistirá a la boda de su nieta Alice, que una vez le contó su deseo de organizar su boda en el palacio. Justo en el exterior del Palacio ideal la familia se reúne para celebrar un baile. Mezclando su pena y su alegría, Cheval ve más allá de la imagen de su nieta Alice, la visión de su propia hija Alice, que viene a invitarlo a bailar.

## Ficha técnica
- Título original : L'incroyable histoire du facteur Cheval
- Título internacional : Postman Cheval
- Dirección : Nils Tavernier[2]
- Guion : Laurent Bertoni, Fanny Desmarès y Nils Tavernier
- Decorados : Jeremías Duchier
- Fotografía : Vicente Gallot[3]
- Música : Baptiste Colleu, Pierre Colleu
- Producción : Alexandra Fechner[4][5]
- Productoras : Fechner Films, Fechner BE, Be TV, Voo, Finaccurate, Auvergne-Rhône-Alpes-Côte d'Azur.
- Distribuidora : SND Groupe M6; AZ Films (Quebec), Praesens film.
- País de origen :  Francia
- idioma original : francés
- Formato : color[6]
- Género : biografía
- Duración : 104 minutos[7]

## Reparto
- Jacques Gamblin : Cartero Cheval
- Laetitia Casta:[5] Philomène, su esposa[8]
- Zélie Rixhon:[9] Alice (hija)
- Louka Petit Taborelli : Cyrille Cheval
- Delphine Lacheteau : Alice Cheval (nieta)
- Natacha Lindinger : Garance
- Bernard Le Coq : Auguste, jefe de carteros
- Florence Thomassin : Félicien, vecina de Hauterives
- Aurélien Wiik : Benjamin Lecœur
- Alain Blazquez : Jean-Louis Revol
- Julien Personnaz : Louis Charvat, el fotógrafo
- Melanie Baxter-Jones : Rosalie Cheval, primera esposa de Cheval
- Thomas Baillet : Eugène
- Éric Savin : Joseph Cadier, trotamundos
- Franck Adrien : doctor
- Pasquale d'Inca: Lucien Quampoix
- Bernard Villanueva : alcalde de Hauterives
- Milo Mazé : Cyrille Cheval con 7 años
- Lilly-Rose Debos : Alice Cheval hija con 12 años
- Marc Perrone : el acordeonista en la boda

Fotos de actores y actrices de la película
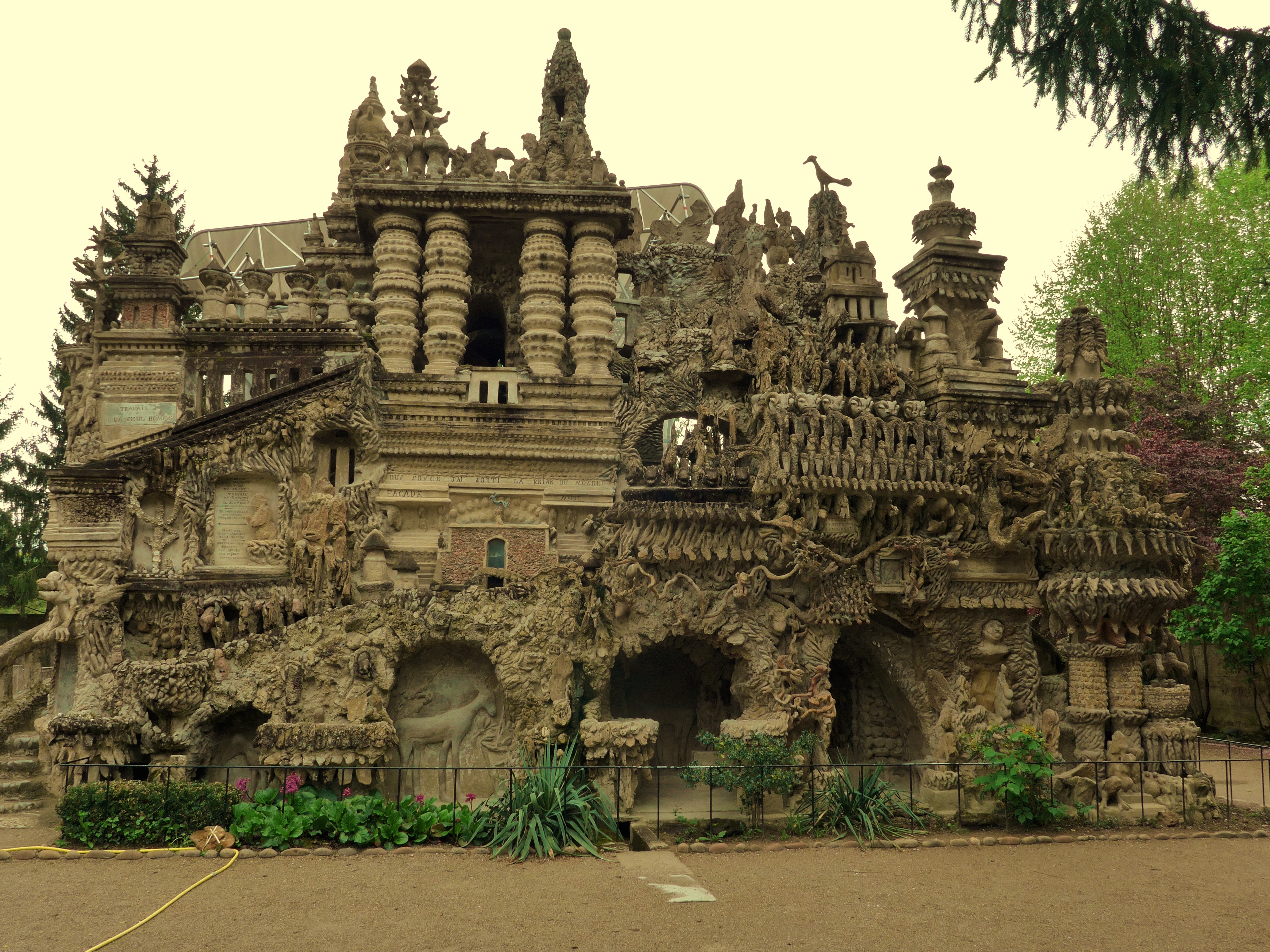
El Palacio ideal (lugar de rodaje)
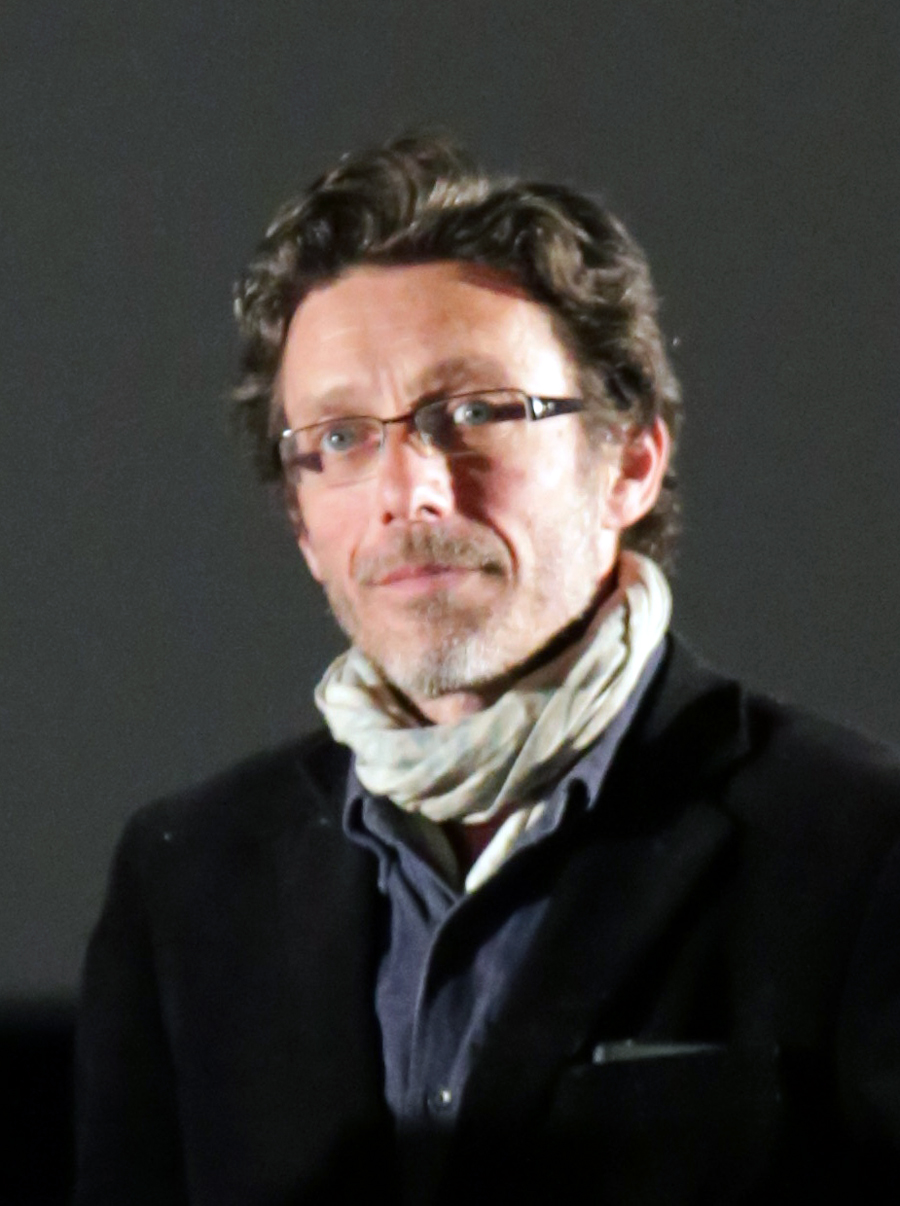
Nils Tavernier (Director)
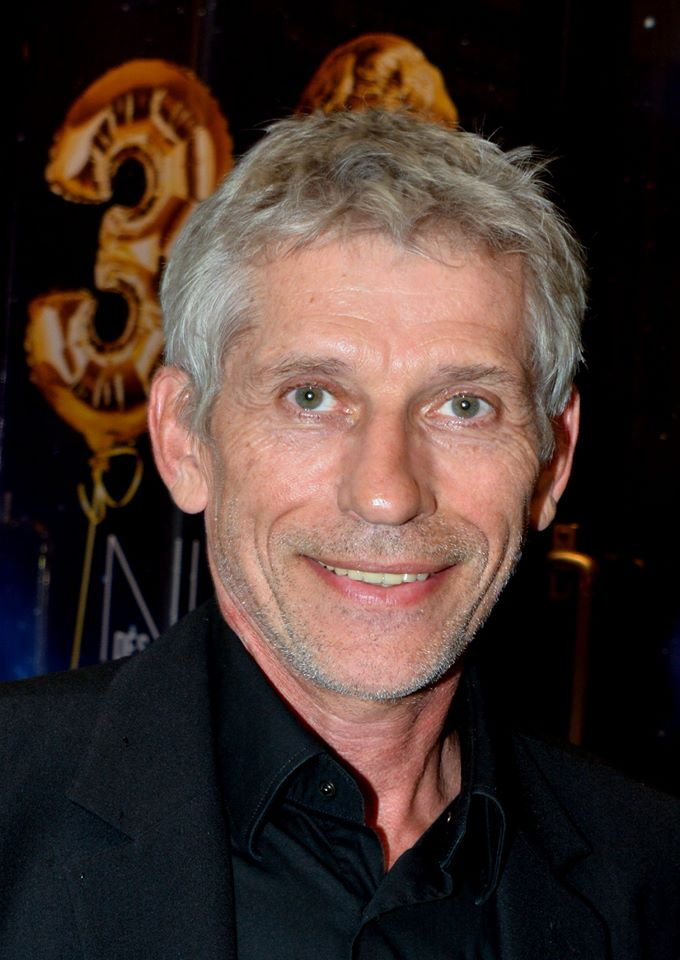
Jacques Gamblin (Cheval)
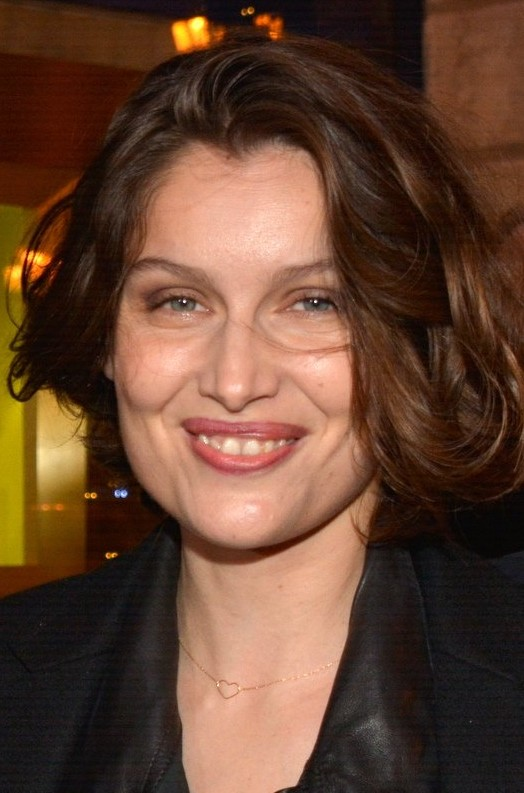
Laetitia Casta (Filomena)
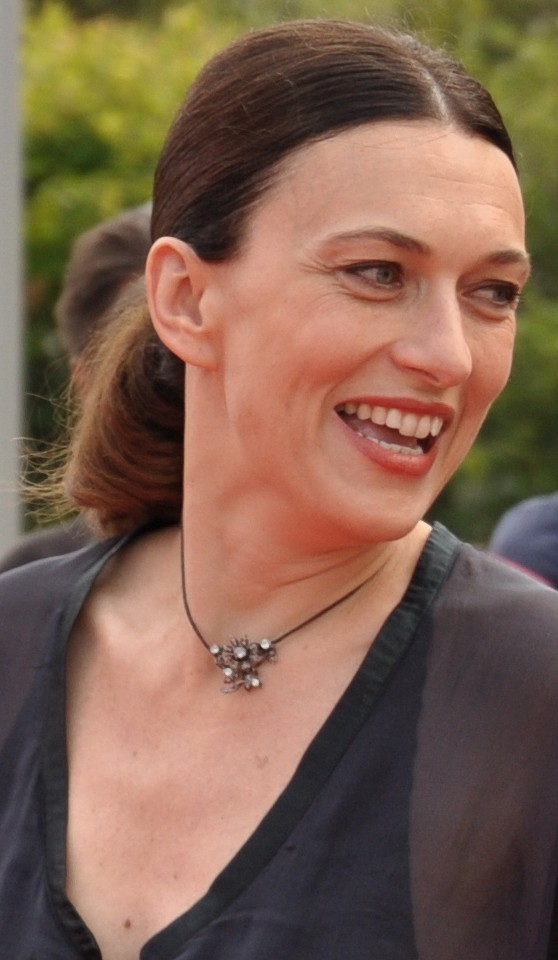
Natacha Lindinger
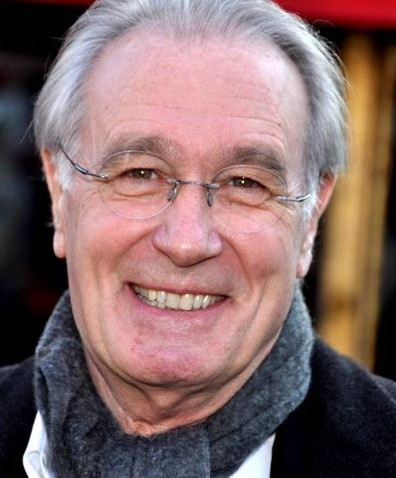
Bernard Lecoq (Auguste)
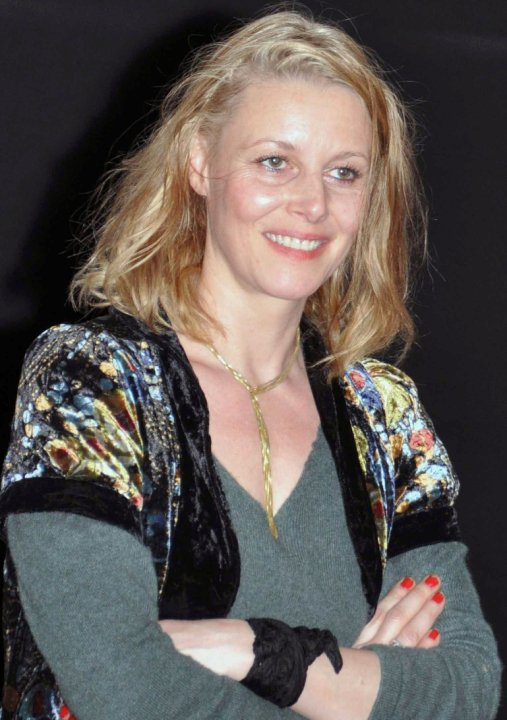
Florencia Thomassin (Felicienne)
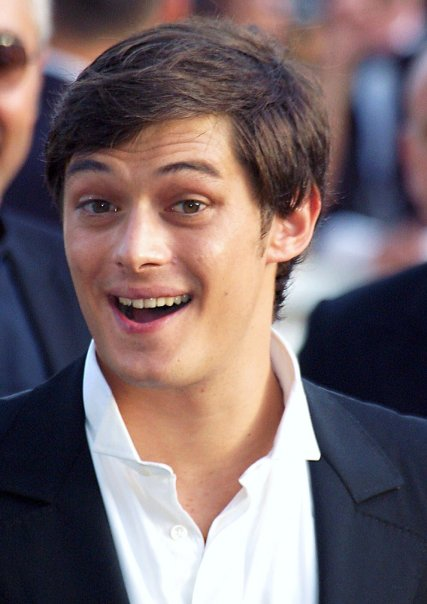
Aurélien Wiik (Benjamin Lecoeur)
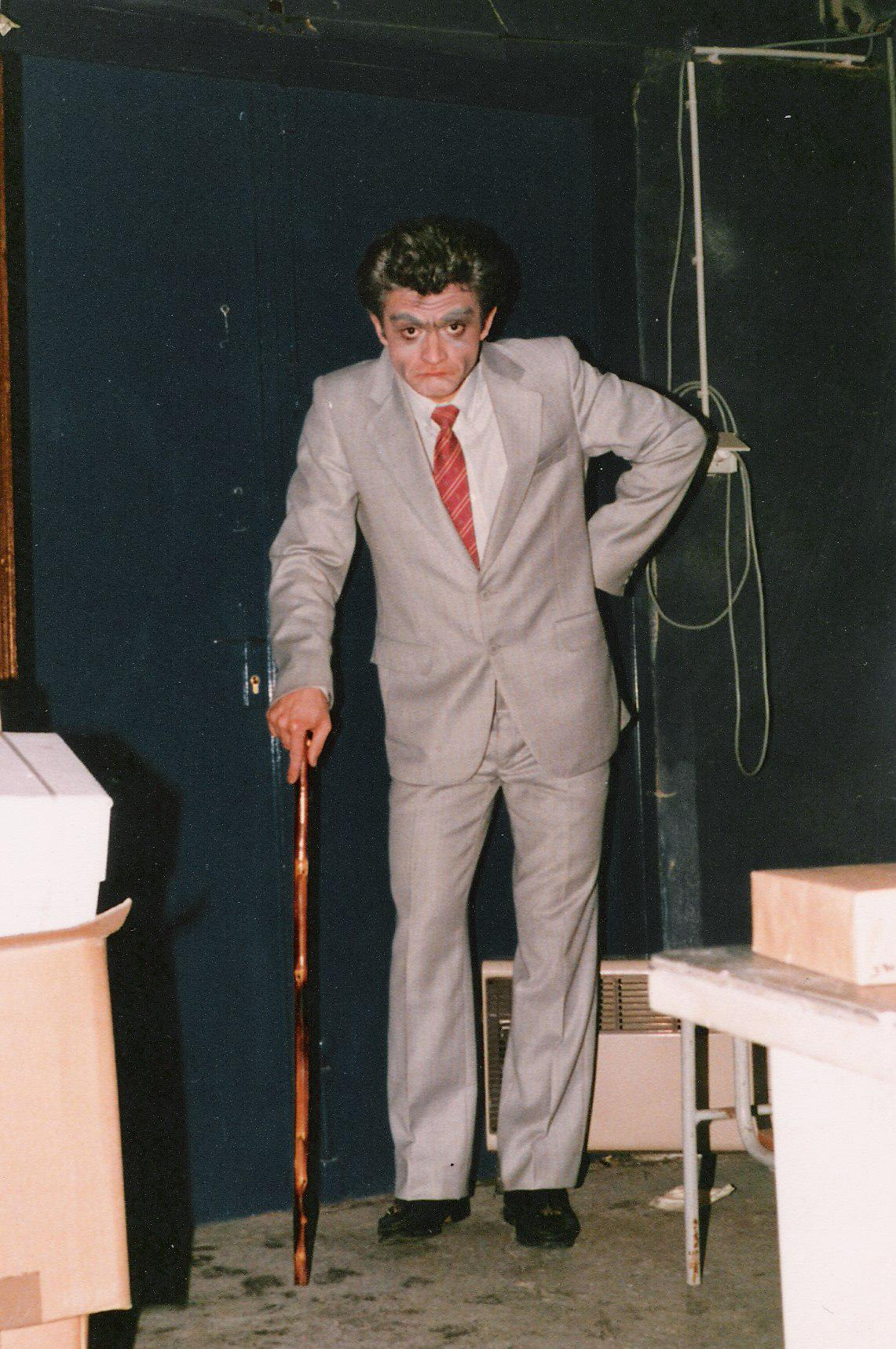
Franck Adrien (médico)

## Producción
La película nació del encuentro entre la futura guionista de la película, Fanny Desmarès, apasionada por la historia del cartero, y la productora Alexandra Fechner, quien luego contactó con Nils Tavernier para dirigir este atípico personaje. La película está producida por Alexandra Fechner, de Fechner Films.

### Rodaje
El rodaje tuvo lugar en Hauterives, pero solo para las escenas situadas en el interior del Palacio Ideal, y principalmente en el pueblo de Mirmande (Drôme) para decorados exteriores. durante los meses de septiembre y de octubre de 2017.

## Estreno
La película se proyectó el 24 de septiembre de 2018 en la localidad de Hauterives, asistieron 850 espectadores Al día siguiente, la película se proyectó en la jornada de clausura del festival De la escritura a la pantalla, en Montélimar.